# Otto Gerber
Otto Gerber (* 1884 in Chemnitz; † 1961 in Erfurt) war ein deutscher Seemann, Kaufmann und 1945 Oberbürgermeister von Erfurt.

## Leben
Er war in den 20er Jahren Matrose auf einem US-amerikanischen Handelsschiff und lebte eine Zeit lang in San Francisco. Danach führte er eine Drogerie mit Reformhaus in der Erfurter Innenstadt, Schmidtstedter Straße 57.
Am 15. April 1945, nur drei Tage nach der Besetzung Erfurts durch die 3. US-Armee unter General George S. Patton, wurde er von der Besatzungsmacht zum neuen Oberbürgermeister ernannt. Dabei kam ihm offenbar zugute, dass er selbst nie der NSDAP oder einer ihrer Organisationen angehört hatte, fließend Englisch sprach und als bekannter Kaufmann ein gewisses Ansehen bei der Bevölkerung genoss. In den ersten drei Wochen seiner Amtszeit war der Krieg in Deutschland noch nicht beendet. Dennoch gelang es ihm mit den Amerikanern, die militärische Sicherung Erfurts durch Demilitarisierung der Bevölkerung, Meldung der entlassenen Soldaten, Sperrung der Reichstraße 7 und Ausrufung einer strengen Sperrstunde von 18:00 bis 7:00 Uhr ohne größere Zwischenfälle durchzusetzen.
Auch die nächsten Aufgaben bewältigte er erfolgreich. Noch im April konnte das zusammengebrochene Stromnetz wiederhergestellt werden und es rollten die ersten Züge wieder in den Bahnhof ein. Im Juni folgten die Wiederherstellung des Straßenbahnverkehrs und die Wiederinbetriebnahme des schwer beschädigten Gasnetzes. Zur Sicherung der Lebensmittelversorgung befahl er, alle Rasenflächen und Vorgärten, Parks und Wiesen mit Kartoffeln und Gemüse zu bepflanzen. 30.000 Kubikmeter Schutt mussten aus den Straßen geräumt werden. Der mangelnden Bereitschaft von arbeitsfähigen Erfurtern, bei der Aufbauarbeit zu helfen, trat er mit Einsätzen von Lautsprecherwagen und Strafandrohungen entgegen.
Im Übrigen oblagen ihm vor allem repräsentative Aufgaben, denn die eigentlichen Entscheidungen lagen bei der Besatzungsmacht. Kritik an seiner Amtsführung kam vor allem von der KPD, die trotz eines Verbotes jeglicher parteipolitischer Betätigung durch die Besatzungsmacht bereits im April begonnen hatte, sich im Rahmen eines „Antifaschistischen Komitees“ neu zu organisieren. Sie forderte die konsequente Entfernung aller erwiesenen Nationalsozialisten aus Verwaltung, Ämtern und Betrieben, während seine Devise lautete: „Insgesamt gilt es festzuhalten, dass nicht Revolution, sondern Evolution das Gebot der Stunde ist“.
Nach dem in der Konferenz von Jalta vereinbarten Abzug der US-Truppen aus Erfurt am 3. Juli 1945 wurde Gerber vier Tage später durch den sowjetischen Stadtkommandanten Urew von der Sowjetischen Militärregierung entlassen und der Kommunist Hermann Jahn wurde zum neuen Oberbürgermeister der Stadt ernannt. Aus dem Hauptquartier der 5. Division der US Army erhielt Gerber ein Dankesschreiben mit den Worten: „Wir verlassen Erfurt mit der sicheren Gewissheit, daß es in Deutschland noch ehrenwerte Menschen gibt. Wenigstens einen: Sie!“